# Termodynamikens historia

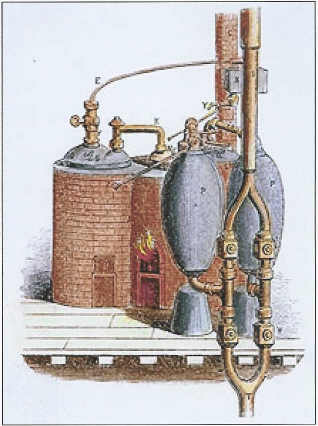
Världens första ångmaskin, tillverkad av Thomas Savery 1698.

Termodynamikens historia är en grundläggande gren av fysikens historia, kemins historia och vetenskapens historia i allmänhet. Termodynamikens relevans inom stora delar av naturvetenskapen och tekniken gör att dess historia är nära kopplad till utvecklingen av andra vetenskaper som klassisk mekanik, magnetism, kvantmekanik och kemisk kinetik. Även mer avlägsna tillämpningar av termodynamik har spelat en viktig roll, däribland meteorologi, informationsteori och biologi (fysiologi) såväl som tekniska tillämpningar som ångmaskiner, förbränningsmotor, kryoteknik och elproduktion. I mindre utsträckning har termodynamiken även motiverat nya riktningar inom statistik och sannolikhetslära.

## Historia

### Antiken och medeltiden

Symbolen för det klassiska elementet eld. Värme var under lång tid starkt kopplat till eld.

Under antiken sågs värme som något kopplat till eld. Värme var även nära sammankopplat med olika skapelsemytologier i Forntida Egypten omkring 3000 f.Kr. Inom den västerländska filosofin föreslog Empedokles, efter mycket debatt bland de tidigare försokratiska filosoferna, en filosofisk teori med fyra element där alla ämnen härstammar från jord, luft, vatten och eld. Empedokles eldelement är möjligen den huvudsakliga föregångaren till senare koncept såsom flogiston och caloric. Omkring 500 f.Kr. blev den grekiska filosofen Herakleitos känd för det bevingade uttrycket panta rhei (allting flyter). Herakleitos menade att naturens tre huvudsakliga elementen var eld, jord och vatten.
Atomismen är en central del i förhållandet mellan termodynamik och statistisk mekanik. Forntida tänkare såsom Leukippos, Demokritos och senare även epikuristerna la utifrån atomismen grunderna för vad som senare skulle komma att bli atomteori. Eftersom det experimentella beviset för atomer kom först under 1900-talet drevs atomteorin ursprungligen av filosofiska tankar och vetenskaplig intuition. Följaktligen drogs en del förhastade slutsatser som i dag inte stöds av atomteorin, exempelvis gav Demokritos en vag atomistisk beskrivning av själen, vilken han menade var "uppbyggd av tunna, släta och runda atomer, liknande de hos eld".
De europeiska vetenskapsmännen Cornelius Drebbel, Robert Fludd, Galileo Galilei och Santorio Santorio lyckades under 1500- och 1600-talet mäta den relativa "kylan" eller "värmet" hos luft med hjälp av en tidig variant av lufttermometern (eller termoskop). Utveckling av termometern kan ha påverkats av en tidigare uppfinning som kunde expandera och komprimera luft, vilken konstruerades av Filon och Heron. 
Omkring år 1600 föreslog den engelske filosofen och vetenskapsmannen Francis Bacon att värme genom sin natur inte var någonting annat än rörelse.

### Övergången från kemi till termokemi

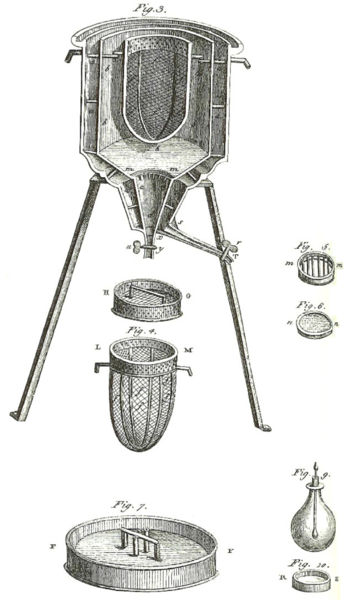
Världens första iskalorimeter, använd under vintern 1782-83 av Antoine Lavoisier och Pierre-Simon Laplace.

Under 1600-talet, sent i alkemins tidsepok, uppkom teorin om flogiston. Teorin kom att ersättas av caloric under 1700-talet, något som kom att bli en historiskt viktig händelse i övergången från alkemi till klassisk kemi. Flogiston var en hypotetisk substans som antogs frigöras från brännbara material vid förbränning och från metaller vid korrosion. Caloric antogs likt flogiston vara den värmesubstans som flödade från en varmare kropp till en kallare och därigenom värmde den.
Teorin om caloric kom inte att stöta på någon större experimentell utmaning förrän Benjamin Thompson 1798 visade att borrning av kanoner i gjutjärn skapade stora mängder värme, vilket han tillskrev friktion. Thompsons experimentella arbete kom att bli ett av de första att underminera teorin om caloric. Vid utvecklingen av ångmotorn blev ett stort fokus kalorimetri och vilken mängd värme som kunde produceras från olika typer av kol. Den första kvantitativa analysen av värmeförändring under en kemisk reaktion genomfördes av Antoine Lavoisier och Pierre-Simon Laplace i slutet av 1700-talet. Dessa beräkningar och experiment baserades Joseph Blacks forskning kring latent värme hos vatten och anses ofta vara grunden för det som i dag är termokemi.
Mer kvantitativ forskning genomfördes av James Prescott Joule 1843 vilket gav termodynamiken en stabil grund. William Thomson, bland flera, försökte förklara Joules observationer med hjälp av caloric så sent som 1850. Dock dröjde det inte länge innan den kinetiska teorins förklaringsmodeller blev helt dominerande och den föråldrade caloricteorin som förklaringsmodell försvann i slutet av 1800-talet.

### Fenomenologisk termodynamik
- Boyles lag (1662)
- Charles lag publicerades först 1802 av Joseph Louis Gay-Lussac, men han refererade till opublicerade verk av Jacques Charles från omkring 1787.
- Gay-Lussacs lag (1802)

### Modern termodynamik
Termodynamik var ursprunglig begränsat till studien av motorer. En föregångare till motorn utformades av den tyske forskaren Otto von Guericke som 1650 konstruerade världens första vakuumpump, med vilken han skapade det första vakuumet någonsin. 
Utifrån Guerickes modell konstruerades 1656 en luftpump av den irländske fysikern och kemisten Robert Boyle i samråd med den engelske forskaren Robert Hooke. Med hjälp av denna pump upptäckte Boyle och Hooke förhållandet mellan tryck och volym: P·V=konstant. Vid den här tidpunkten troddes luft vara ett system av stillastående partiklar och inte som i dag ett system av rörliga molekyler. Konceptet om värme som en form av rörelse kom först två århundraden senare. På grund av detta beskrev Boyle 1660 istället ett mekaniskt koncept, något han kallade en luftfjäder. Senare, efter att termometern uppfunnits, kunde man börja mäta temperatur hos olika fluider. Detta gav Gay-Lussac det verktyg som krävdes för att härleda sin lag, vilken kort därefter ledde fram till ideala gaslagen. Redan innan ideala gaslagens etablering konstruerade en kollega till Gay-Lussac, Denis Papin, 1679 en ångkokare med ett tätt åtsittande lock som gjorde det möjligt att framställa högt trycksatt ånga.
Senare varianter av ångkokaren kom att innefatta en tryckventil för att förhindra explosioner. Utifrån ventilens rytmiska rörelse upp och ner fick Papin en idé om en kolv-/cylindermotor. Han fullföljde emellertid aldrig sin idé. Först 1697 konstruerade ingenjören Thomas Savery, utifrån Papins beskrivningar, den första motorn. Även om de tidiga motorerna var klumpiga och ineffektiva drog de till sig uppmärksamheten från dåtidens ledande forskare. En av dessa forskare var Sadi Carnot, "termodynamikens fader", som 1824 gav ut Réflexions sur la puissance motrice du feu (reflektioner om eldens rörelsekraft), ett skrift om värme, kraft och verkningsgraden hos motorer. Detta brukar ses som startskottet för termodynamik som en modern vetenskap.

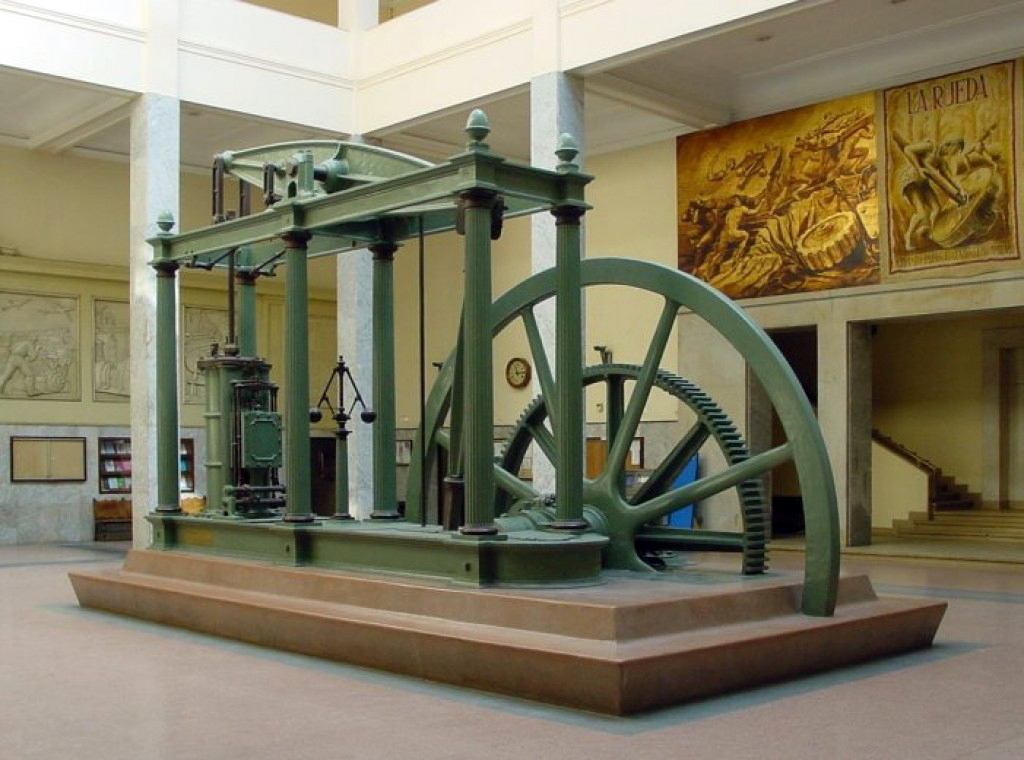
Watts ångmotor, ångmaskinen som drev den industriella revolutionen i Storbritannien och resten av världen.

Innan Savarys ångmotor uppfanns 1698 användes hästar för driva trissor, kopplade till hinkar, för att tömma vatten från översvämmade saltgruvor i England. Under åren som följde konstruerades flera varianter på ångmotorn, däribland Newcomens ångmotor och senare Watts ångmotor. Dessa tidiga motorer kom att ta över hästarnas arbete och varje motor kunde beskrivas med en viss mängd "hästkraft" beroende på hur många hästar den kunde ersätta. Det huvudsakliga problemet med de tidiga motorerna var att de var långsamma och klumpiga, mindre än 2 % av det inmatade bränslet omvandlades till arbete. Detta gav upphov till att en ny vetenskap om motordynamik skapades. 

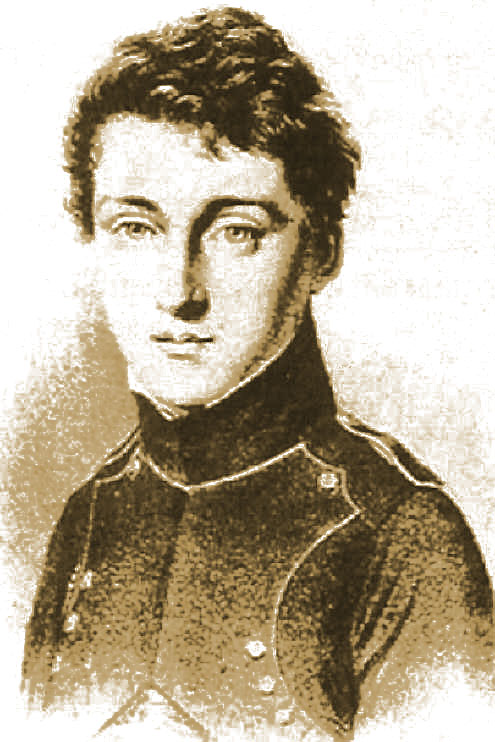
Sadi Carnot (1796-1832), termodynamikens fader

Många anger Sadi Carnots verk Réflexions sur la puissance motrice du feu (1824) som startskottet för den moderna termodynamiken. Carnot definierade "drivkraft" som den användbara effekt som en motor kunde producera. I och med detta introducerades den första definitionen på vad som i dag betraktas som mekaniskt arbete. Att förstå denna användbara effekt och dess förhållande till värme är grunden inom den moderna termodynamiken. 
År 1843 fann James Joule experimentellt den mekaniska motsvarigheten till värme. Två år senare presenterade Joule sitt mest kända experiment, i vilket en fallande vikt användes för att driva ett skovelhjul i tunna med vatten, vilket gjorde att han kunde uppskatta den mekaniska motsvarigheten till 4,41 J/cal. Detta ledde till teorin om energins bevarande och förklarade varför värme kan uträtta arbete.
Namnet "termodynamik" kom emellertid inte till förrän 25 år senare, år 1849, då den brittiske matematikern och fysikern William Thomson (Lord Kelvin) myntade begreppet termodynamik i en skrift om effektiviteten hos ångmotorer. 
År 1850 definierade den berömde matematiska fysikern Rudolf Clausius termen entropi, S, som den värme som gick förlorad i en process. 
År 1871 formulerade den skotske matematikern och fysikern James Clerk Maxwell tillsammans med Clausius en ny gren inom termodynamiken, så kallad statistisk termodynamik, vilken analyserar stora antal partiklar vid jämvikt, det vill säga system där inga större inre förändringar sker, i sådana system blir betydelsen av tillståndsstorheter som temperatur T, tryck P och volym V stor. 
Kort därpå, år 1875, formulerade den österrikiske fysikern Ludwig Boltzmann ett exakt samband för entropi S: 
{\displaystyle S=k\log W\,}
Där W är antalet mikrotillstånd i systemet, och k är Boltzmanns konstant.
Året därpå, 1876, publicerade den kemiska ingenjören Willard Gibbs, den förste personen i USA att avlägga doktorsexamen, en 300 sidor lång avhandling med titeln: On the Equilibrium of Heterogeneous Substances, i vilken han formulerade en av de viktigaste tillståndsfunktionerna, Gibbs fria energi. Gibbs var även först med att beskriva det begrepp vi i dag känner som entalpi, H, vilket han beskrev som "en värmefunktion för konstant tryck". Ordet entalpi myntades dock flera år senare av Heike Kamerlingh Onnes,
som baserade det på det grekiska ordet enthalpein (att värma).
Utifrån dessa grunder utvecklades termodynamiken från ett "motorkoncept" till en bred vetenskap med flera olika fält av forskare som Lars Onsager, Erwin Schrödinger, Ilya Prigogine, med flera.

### Kinetiska gasteorin
Idén om värme som en form av rörelse är möjligen antik och men diskuterades med säkerhet av Francis Bacon 1620 i Novum Organum. Den första nedskrivna vetenskapliga reflektionen om den mikroskopiska naturen hos värme återfinns under 1700-talet i ett verk av Michail Lomonosov, i vilket han skrev:
| ”                   | (...) rörelse bör inte förnekas enbart för att den inte syns. Vem skulle förneka att trädens löv rör sig med vinden, trots att rörelsen inte går att observera på långt avstånd? Precis som i det här fallet förblir rörelsen dold beroende på perspektivet, den förblir dold hos varma kroppar på grund av den ringa storleken hos de rörliga partiklarna. I bägge fall är det enskilda objektet, såväl som dess rörelse, så liten att det inte kan urskiljas. | „ |
| – Michail Lomonosov | |   |

Under samma år publicerade Daniel Bernoulli sin bok Hydrodynamica (1738), i vilken han härledde en ekvation för trycket hos en gas utifrån atomernas kollision med behållarens väggar. Han bevisade att trycket är två tredjedelar av gasens genomsnittliga rörelseenergi. Bernoullis tankar fick emellertid litet genomslag i den dåvarande kulturen där teorin om caloric var dominerande. Bernoulli kopplade även an till Gottfried Leibniz vis viva-princip, en tidigt variant av energiprincipen, och de två teorierna kom att bli nära sammankopplade genom historien. Även om Benjamin Thompson föreslog att värme var en form av rörelse utifrån sina experiment 1798 gjordes inga försök att koppla samma teoretiska och experimentella resultat och det är inte troligt att Thompson tänkte utifrån Leibniz vis viva-princip.
John Herapath formulerade 1820 självständigt en kinetisk teori men kopplade felaktigt ihop temperatur med moment snarare än vis viva eller kinetisk energi. Hans arbete klarade i slutändan inte refereegranskning och kom att försummas. John James Waterston gav 1843 en till stor del korrekt redogörelse om ämnet, dock fick Waterstons arbete samma mottagande som Herapaths, och klarade inte refereegranskning ens från någon så vänligt inställd till den kinetiska principen som Davy.
Vidare utveckling av den kinetiska gasteorin kom först i mitten på 1800-talet med verk av Rudolf Clausius, James Clerk Maxwell och Ludwig Boltzmann. I sitt verk Über die Art der Bewegung die wir Wärme nennen (1857) statuerar Clausius för första gången att värme är den genomsnittliga kinetiska energin hos molekyler. Detta fånga Maxwells intresse som 1859 formulerade den momentfördelning som senare skulle komma att kallas upp efter honom. Boltzmann generaliserade sedan Maxwells fördelning för fallet med gaser i externa fält. 
Boltzmann är kanske den mest betydelsefulla bidragsgivaren till den kinetiska gasteorin, detta eftersom han introducera många av de grundläggande koncepten inom teorin. Utöver hans bidrag till Maxwell–Boltzmannfördelningen som nämndes ovan, visade han även att den kinetiska energin är kopplad till antalet frihetsgrader hos partiklarna. Boltzmanns ekvation för partikelfördelning i en gas som inte befinner sig i jämvikt är än i dag den mest effektiva ekvationen för att studera transportfenomen i gaser och metaller. Genom att introducera begreppet termodynamisk jämvikt som det antal mikrotillstånd som motsvarar ett visst makrotillstånd, visade Boltzmann att logaritmen av antalet mikrotillstånd är proportionell mot entropin.

## Termodynamikens grenar
Följande lista ger en grov bild av när termodynamikens större grenar kom till:
- Termokemi - 1780-tal
- Klassisk termodynamik - 1824
- Kemisk termodynamik - 1876
- Statistisk mekanik - c. 1880-tal
- Termodynamik för system i jämvikt
- Tillämpad termodynamik
- Kemiskt tillämpad termodynamik - c. 1940-tal
- Termodynamik för system som inte är i jämvikt - 1941
- Termodynamik för små system - 1960-tal
- Biologisk termodynamik - 1957
- Termodynamik för ekosystem - 1959
- Relativistisk termodynamik - 1965
- Kvantmekanisk termodynamik - 1968
- Termodynamik för svarta hål - c. 1970-tal
- Geologisk termodynamik - c. 1970-tal
- Biologisk evolutionär termodynamik - 1978
- Geokemisk termodynamik - c. 1980-tal
- Atmosfärisk termodynamik - c. 1980-tal
- Termodynamik för naturliga system - 1990-tal
- Supramolekylär termodynamik - 1990-tal
- Seismologisk termodynamik - 2000
- Termodynamik för läkemedelsreceptorer - 2001
- Termodynamik för farmaceutiska system - 2002

Termodynamikens idéer har även implementerats inom andra fält, exempelvis:
- Termoekonomi - c. 1970-tal

## Entropi och andra huvudsatsen
Även om Sadi Carnot arbetade utifrån teorin om caloric konstaterade han att en viss del av den caloric som användes för att producera användbart arbete gick förlorad i alla verkliga processer. I mars 1851 började Lord Kelvin spekulera om en viss mängd spillvärme var oundvikligt i all processer. Tanken framställdes i mer dramatiska ordalag 1854 då Hermann von Helmholtz, vilket gav upphov till teorin om universums värmedöd.
År 1854 började William John Macquorn Rankine använda sig av vad han kallade en termodynamisk funktion. Detta koncept har senare visat sig identiskt med begreppet entropi, vilket formulerades av Rudolf Clausius 1865. Med hjälp av entropibegreppet formulera Clausius samma år den första varianten av termodynamikens andra huvudsats.

## Värmeöverföring
Under 1600-talet antogs alla material ha samma värmeledningsförmåga och att eventuella taktila skillnaderna berodde på deras olika värmekapaciteter. Först i och med intåget av elläran kom denna uppfattning att förändras då det blev uppenbart att vissa material var goda elektriska ledare, medan andra var effektiva isolatorer. Några av de tidigaste mätningarna gjordes av Jan Ingen-Housz och Benjamin Thompson under åren 1785-9. 
Det faktum att varm luft stiger och vikten av detta fenomen inom meteorologin diskuterades först Edmund Halley år 1686. Den skotske fysikern John Leslie observerad 1804 att kyleffekten av en luftström ökar med vindens hastighet.
År 1777 gjorde Carl Wilhelm Scheele skillnad mellan värmestrålning och värmeöverföring i form av konvektion och konduktion. Pierre Prévost visade 1791 att alla kroppar strålar värme, oavsett hur varma eller kalla de är. År 1804 observerade Leslie att en matt svart yta strålar värme mer effektivt än en polerad yta, vilket antydde vikten av vad som senare skulle komma att kallas svartkroppsstrålning. Macedonio Melloni visade 1831 att svartkroppsstrålning kan reflekteras, refrakteras och polariseras på samma sätt som ljus.
Den kvantitativa analysen av värmestrålning började när James Clerk Maxwell 1862 insåg att både ljus och värmestrålning var former av elektromagnetisk strålning. Jožef Stefan observerade 1879 att den totala värmeeffekten från en svartkropp är proportionell mot fjärde potensen av dess temperatur, vilket beskrivs i Stefan–Boltzmanns lag. Lagen härleddes teoretiskt av Ludwig Boltzmann år 1884.

## Kryoteknik och absoluta nollpunkten

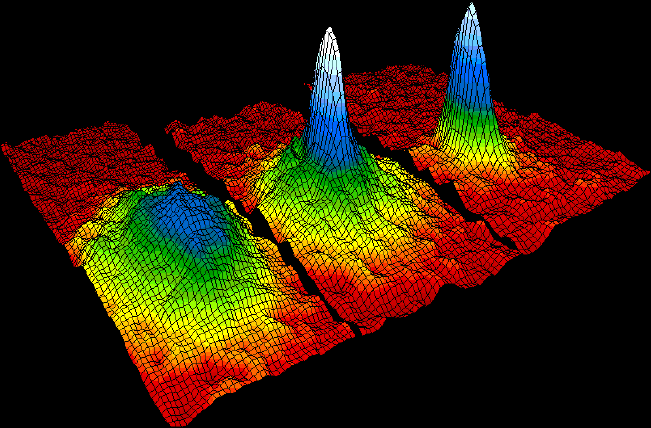
Bose-Einstein-kondensat framställdes för första gången 1995 av Eric Cornell och Carl Wieman, med hjälp av modern kryoteknik.

Kryoteknik är ett forskningsområde vid mycket låga temperaturer, utveckling av områden har i mångt och mycket gått hand i hand med tanken om en absolut nollpunkt. En av de första att diskutera möjligheten att det fanns en absolut nollpunkt var den irländske naturforskaren Robert Boyle. Han skrev 1665 i New Experiments and Observations touching Cold om något han kallade för primum frigidum (främsta kylan). Ett första försök att bestämma den absoluta nollpunktens placering gjordes 1702 av den franske fysikern Guillaume Amontons i samband med en vidareutveckling av lufttermometern. År 1810 var John Leslie först med att tillverka artificiell is. Tanken om en absolut nollpunkt generaliserades 1848 av Lord Kelvin och 1906 postulerade Walther Nernst termodynamikens tredje huvudsats. Detta gav senare upphov till ett nytt forskningsområde, kryoteknik, som bland annat behandlar supraledning, suprafluiditet och Bose-Einstein-kondensat.